# Мисията невъзможна: Пълна разплата – част първа
„Мисията невъзможна: Пълна разплата – част първа“ (на английски: Mission: Impossible – Dead Reckoning Part One) е американски шпионски филм от 2023 г., на режисьора Кристофър Маккуори, който е съсценарист със Ерик Джендресен. Той е продължение на „Разпад“ (2018) и седмият филм от едноименната филмова поредица. Във филма участват Том Круз, Хейли Атуел, Винг Реймс, Саймън Пег, Ребека Фъргюсън, Ванеса Кърби и Хенри Черни.
Премиерата на „Мисията невъзможна: Пълна разплата – част първа“ се състоя на Испанските стъпала в Рим на 19 юни 2023 г., и излиза по кината в Съединените щати от „Парамаунт Пикчърс“ на 12 юли 2023 г. Директното продължение, озаглавено „Пълна разплата – част втора“ ще излезе на 28 юни 2024 г.

## Актьорски състав
- Том Круз – Итън Хънт[5]
- Хейли Атуел – Грейс[6]
- Винг Реймс – Лутър Стикъл
- Саймън Пег – Бенджи Дън
- Ребека Фъргюсън – Илза Фауст
- Ванеса Кърби – Алана Мицополис
- Есай Моралес – Гейбриъл[7]
- Хенри Черни – Юджийн Китридж
- Ром Клементиеф – Париж
- Кари Елуис – Делинджър, директорът на националното разузнаване
- Шей Уигъм – Джаспър Бригс
- Фредерик Шмидт – Зола Мицополис, брат на Алана[8]
- Чарлс Парнел – главатар на групата „Общността“
- Роб Дилейни – главатар на групата „Общността“
- Индира Варма – главатар на групата „Общността“
- Марк Гатис – главатар на групата „Общността“
- Грег Тарзан Дейвис – Дегас, партньор на Бригс[9]
- Мариела Гарига – Мари[10][11][12][13]
- Захари Бахаров – Офицер на дока[14][15][16]
- Доротея Толева – руски агент[17]

## Бъдеще
Директното продължение – „Пълна разплата, част втора“ ще излезе по кината на 28 юли 2024 г., след като е отменен по време на пандемията от COVID-19.

## В България
В България филмът излиза по кината на 14 юли 2023 г. от „Форум Филм България“.